# Michelle Duff
Michelle Ann Duff, nacida como Michael Alan Duff (Toronto, 13 de diciembre de 1939-23 de julio de 2025) fue una piloto de motociclismo canadiense, que compitió en el Campeonato del Mundo de Motociclismo, desde 1960 hasta 1967.

## Biografía
Su primera carrera en el mundo del motociclismo se inició en la década de los 50 en las competiciones naciones canadienses y, posteriormente, se trasladó a Europa para iniciar su carrera internacional. Su debut en el Mundial es en la TT Isla de Man de 1960 en la clase 500cc, Al año siguiente, disputa diferentes Grandes Premios en 350 y 500cc con las fábricas británicas AJS y Matchless.
En 1964, se convirtió en piloto oficial de Yamaha para algunas cilindradas para algunas cilindradas y ese año llegaron los primeros éxitos, como la victoria en el GP de Bélgica de 250cc. Hasta 1967 cuando se retira, ganó tres Grandes Premios y su mejor temporada fue en 1965 cuando se proclamó subcampeón de la cilindrada de 250cc por detrás de Phil Read.
Después de su retirada de su carrera motociclística (y después de dos matrimonios), Duff procedió al cambio de sexo. En 1987, cambió su nombre por el de  Michelle Duff y en 1999, con su nueva identidad, publicó una autobiografía con su experiencia en el mundial de motociclismo, The Mike Duff Story: Make Haste Slowly. Tiene una presencia frecuente en las reunions de motos de época, pilotando la Yamaha Yamaha Classic Racing Team.

## Resultados en el Campeonato del Mundo
Sistema de puntuación desde 1950 hasta 1968:
| Posición | 1.º | 2.º | 3.º | 4.º | 5.º | 6.º |
| Puntos   | 8   | 6   | 4   | 3   | 2   | 1   |

### Carreras por año
(Carreras en negrita indica pole position; Carreras en cursiva indica vuelta rápida)
| Año  | Categoría | Equipo    | 1     | 2       | 3       | 4       | 5       | 6       | 7       | 8       | 9       | 10      | 11      | 12      | 13    | Pts. | Pos. |
| ---- | --------- | --------- | ----- | ------- | ------- | ------- | ------- | ------- | ------- | ------- | ------- | ------- | ------- | ------- | ----- | ---- | ---- |
| 1960 | 500cc     | Norton    | FRA - | IOM Ret | NED -   | BEL -   | GER -   | ULS -   | NAT -   |         |         |         |         |         |       | 0    | -    |
| 1961 | 350cc     | AJS       |       | GER -   |         | IOM 15  | NED -   |         | RDA -   | ULS 6   | NAT -   | SWE 6   |         |         |       | 2    | 14.º |
| 1961 | 500cc     | Matchless |       | GER -   | FRA -   | IOM 14  | NED -   | BEL 4   | RDA -   | ULS 10  | NAT -   | SWE 5   | ARG -   |         |       | 5    | 11.º |
| 1962 | 350cc     | AJS       |       |         | IOM 5   | NED 9   |         | ULS 6   | RDA 5   | NAT -   | FIN -   |         |         |         |       | 5    | 9.º  |
| 1962 | 500cc     | Matchless |       |         | IOM Ret | NED Ret | BEL Ret | ULS Ret | RDA 8   | NAT -   | FIN Ret | ARG -   |         |         |       | 0    | -    |
| 1963 | 125cc     | Bultaco   | ESP 6 | GER -   | FRA -   | IOM Ret | NED -   | BEL -   | ULS -   | RDA 5   | FIN -   | NAT -   | ARG -   | JAP -   |       | 3    | 14.º |
| 1963 | 350cc     | AJS       |       | GER -   |         | IOM 6   | NED -   |         | ULS 4   | RDA 6   | FIN -   | NAT -   |         |         |       | 5    | 9.º  |
| 1963 | 500cc     | Matchless |       |         |         | IOM 4   | NED -   | BEL -   | ULS 6   | RDA 4   | FIN 3   | NAT -   | ARG -   |         |       | 11   | 6.º  |
| 1964 | 125cc     | Yamaha    | USA - | ESP -   | FRA -   | IOM -   | NED Ret |         | GER Ret | RDA -   | ULS -   | FIN -   | NAT -   |         |       | 0    | -    |
| 1964 | 250cc     | Yamaha    |       | ESP -   | FRA -   | IOM Ret | NED 5   | BEL 1   | GER 3   | RDA -   | ULS -   | FIN -   | NAT 2   | JAP Ret |       | 20   | 4.º  |
| 1964 | 350cc     | AJS       |       |         |         | IOM 3   | NED 5   |         | GER 3   | RDA 3   | ULS 2   | FIN 5   | NAT 5   | JAP -   |       | 20   | 3.º  |
| 1964 | 500cc     | Matchless | USA 4 |         |         | IOM Ret | NED Ret | BEL Ret | GER Ret | RDA 2   | ULS Ret | FIN 2   | NAT 4   |         |       | 18   | 4.º  |
| 1965 | 125cc     | Yamaha    | USA - | GER -   | ESP -   | FRA -   | IOM 3   | NED 1   |         | RDA -   | CZE -   | ULS -   | FIN -   | NAT -   | JPN - | 12   | 6.º  |
| 1965 | 250cc     | Yamaha    | USA 2 | GER 2   | ESP 3   | FRA Ret | IOM 2   | NED 3   | BEL 3   | RDA 7   | CZE 2   | ULS 2   | FIN 1   | NAT Ret | JPN - | 42   | 2.º  |
| 1965 | 350cc     | AJS       |       | GER -   |         |         | IOM Ret | NED -   |         | RDA -   | CZE -   | ULS -   | FIN Ret | NAT -   | JPN - | 0    | -    |
| 1965 | 500cc     | Matchless | USA - | GER -   |         |         | IOM 3   | NED -   | BEL -   | RDA -   | CZE -   | ULS -   | FIN -   | NAT -   |       | 3    | 16.º |
| 1966 | 125cc     | Yamaha    | ESP - | GER -   |         | NED 6   |         | RDA -   | CZE -   | FIN -   | ULS -   | IOM 4   | NAT -   | JPN -   |       | 3    | 10.º |
| 1966 | 250cc     | Yamaha    | ESP - | GER -   | FRA -   | NED -   | BEL 5   | RDA 3   | CZE 4   | FIN Ret | ULS Ret | IOM Ret | NAT -   | JPN -   |       | 9    | 9.º  |
| 1966 | 500cc     | Matchless |       | GER -   |         | NED -   | BEL -   | RDA -   | CZE -   | FIN -   | ULS -   | IOM Ret | NAT -   |         |       | 0    | -    |
| 1967 | 350cc     | Aermacchi |       | GER -   |         | IOM Ret | NED -   | BEL -   | RDA 10  | CZE -   | FIN -   | ULS -   | NAT -   | CAN -   | JPN - | 0    | -    |
| 1967 | 500cc     | Matchless |       | GER 8   |         | IOM Ret | NED 14  | BEL Ret | RDA -   | CZE -   | FIN -   | ULS -   | NAT -   | CAN 3   |       | 4    | 13.º |